# Pave Gelasius 1.
Pave Gelasius 1. (død 21. november 496) var pave fra år 492, hvor han blev valgt, frem til sin død i 496. Han var den tredje og seneste pave i den katolske kirke, der stammede fra Afrika  og øjensynligt var sort. Gelasius var en produktiv skribent, hvis stil placerer ham i overgangen mellem senantikken og den tidlige middelalder.  Gelasius havde arbejdet under og tæt sammen med sin forgænger, især i  at skrive udkast til pavelige dokumenter. Hans regeringstid var  karakteriseret ved hans stræben efter ren ortodoksi i form af et mere kategorisk fremstød for pavelig autoritet, og af forøgede spændinger mellem kirken i øst og i vest.

## Strid med Anastasius I og Acasius
Valget af Gelasius 1. marts 492 sikrede kontinuiteten. Han arvede Felix' stridigheder med den østromerske kejser Anastasius 1. og patriarken af Konstantinopel og forværrede forholdet til dem ved at insistere på, at den afdøde patriark Acacius' navn blev fjernet fra diptykonet, trods forsøg fra den siddende patriark, Eufemius, på at hele forholdet til Rom.
En  adskillelse mellem pavedømmet og kejseren samt patriarken af  Konstantinopel var uundgåelig, når man så det fra vestkirkens synspunkt,  idet den konstantinopolitanske opfattelse indebar troen på, at Kristus  udelukkende havde en guddommelig natur (monofytisme), som man i vesten opfattede som kætteri. Gelasius' bog De duabus in Christo naturis (Om Kristus' tosidige natur) understregede den vestlige opfattelse. Stridigheden mellem de to opfattelser på dette tidspunkt kaldes også det acaciske skisme efter Acacius.

## Kirkelig og verdslig magtfordeling
Under  det acaciske skisme lagde Gelasius i endnu højere grad end sine  forgængere vægt på at hævde Roms overhøjhed over både den vestlige og  den østlige kirke, og han fremsatte dette doktrin på en måde, der kom  til at danne model for de kommende pavers fremhævelser af pavedømmets  fortrinsstilling.
I 494 skrev Gelasius et brev, der fik stor betydning. Brevet, som siden er benævnt Duo sunt,  var til kejser Anastatius og omhandlede relationen mellem staten og  kirken. Hans holdning kom til at få politisk betydning i omkring et  årtusinde. Gelatius omtalte de to magter, pavernes hellige autoritet (auctoritas sacrata pontificum) og den kongelige magt (regalis potestas).  Disse to magter skulle fungere uafhængig af hinanden, men samtidig  samarbejde i harmoni. Det blev dermed også et vægtigt argument for enevældige kongemagter i de næste mange århundreder.

## Undertrykkelse af hedenske ritualer og kætteri
I sit nærområde fik Gelasius omsider held til at forbyde de romerske lupercalia  efter mange års tilløb. Gelasius' brev til senator Andromachus ridser  problemstillingen op i kontroversen og giver uforvarende samtidig et  indblik i disse festligheders natur med fertilitets-  og renselsesritualer, en viden der ellers kunne have gået tabt. Som  erstatning for renselsesdelen af lupercalia, der havde givet navn til  måneden februar (dies februatus, af februare, der betyder "rense"), indførte man nu en kristen fejring af Mariæ renselsesdag i form af kyndelmisse, der afholdes 40 dage efter jul 2. februar. 
Gelasius havde også held til at undertrykke manikæerne, en dualistisk sekt der var mistænkt for at være til stede i Rom i betydeligt omfang. Gelasius dekreterede, at nadveren  skulle bestå af både brød og vin. Da manikæerne opfattede vin som  værende uren og i bund og grund syndig, nægtede de at tage imod bægeret,  og dermed kunne de ikke anerkendes. Senere, da manikæerne var effektivt  udrenset, blev den gamle metode med at modtage nadver på – blot med brød – genindført. 

## Skrifter
Gelasius  var den mest produktive skribent af de tidlige paver. En betydelig  mængde af hans korrespondance er bevaret: 42 breve ifølge Katolsk Encyklopædi, 37 ifølge pastor Bagan, samt fragmenter af yderligere 49 breve, alle omhyggeligt arkiveret i Vatikanet.  Disse breve understreger gang på gang over for Østkirken det romerske  bispedømmes overhøjhed. Derudover er der bevaret seks traktater, der  bærer Gelasius' navn; ifølge Cassiodor medførte Gelasius' ry, at også skrifter af andre blev tillagt ham. 

## Decretum Gelasianum
Det mest berømte af disse pseudo-gelasianiske skrifter er listen de libris recipiendis et non recipiendis (listen "med bøger, der kan modtages, og som ikke kan modtages" – det vil sige godkendte og ikke godkendte bibelbøger). Denne liste kendes som Decretum Gelasianum,  og den formodes at være knyttet til presset for at opretholde ortodoksi  i Gelasius' regeringsperiode på den måde, at den opregnede kanoniske og  apokryfe bøger. Listens indhold afslører imidlertid, at den er dannet  efter Gelasius' tid. Traditionelt har fastsættelsen af den bibelske kanon været knyttet til Gelasius, og der er oven i købet "opfundet" en romersk synode i 494 for at understøtte forbindelsen til ham. 

## "Det gelasianske sakramentarium"
I den katolske tradition er det såkaldte "gelasianske sakramentarium", mere præcist Liber sacramentorum Romanae ecclesiae (Bog om sakramenter i den romerske kirke) en liturgibog, som i realiteten blev skabt under merovingerne (efter Gelasius' tid). Ifølge gammel tradition er bogen knyttet til Gelasius, tilsyneladende med Walafrid Strabo  som ophavsmand. De fleste af bogens liturgiske forskrifter er en  blanding af romersk og gallisk praksis, som de blev udøvet i  merovingiske kirker.